# حيدر مصلحي
حيدر مصلحي (من مواليد 1957 في شهرضا في محافظة أصفهان، إيران) هو عالم دين وسياسي إيراني تولى وزارة الاستخبارات والأمن القومي لجمهورية إيران الإسلامية من 2009 حتى 2013 في فترة رئاسة محمود أحمدي نجاد.